# Helmut Kretschmar
Helmut Kretschmar (* 3. Februar 1928 in Kleve) ist ein deutscher Konzert- und Oratoriensänger (Tenor) sowie emeritierter Gesangsprofessor an der Hochschule für Musik Detmold.

## Leben

### Ausbildung
Helmut Kretschmar studierte zunächst am  Musischen Gymnasium in Frankfurt am Main bei Kurt Thomas und bei Hans Emge, danach bei Frederick Husler an der Musikhochschule Detmold. Im Jahre 1953 erhielt er den 1. Preis beim Gesangswettbewerb der Deutschen Musikhochschulen und im Jahre 1958 den Förderpreis des Landes Nordrhein-Westfalen für junge Künstlerinnen und Künstler.

### Karriere
Im Jahre 1953 begann Helmut Kretschmars erfolgreiche Karriere als Konzert- und Oratoriensänger. So nahm er an den Berliner Festwochen teil, auch an den Bach-Festspielen in Lüneburg und Heidelberg 1960 bis 1962, wo er sich als großer Bach-Interpret erwies. Er hat außerdem bei den Göttinger Händel-Festspielen mitgewirkt und viele Konzertreisen durch die ganze Welt unternommen. Helmut Kretschmar trat u. a. auf in den Konzertsälen von Berlin, Düsseldorf, Köln, Paris, Madrid, London, Bombay, in Indien, Korea, auf den Philippinen und in Sri Lanka. Im Jahre 1954 wirkte er beim NWDR in Hamburg bei der Uraufführung von Arnold Schönbergs Oper Moses und Aron unter dem Dirigat von Hans Rosbaud mit.
Helmut Kretschmar konzentrierte seine künstlerische Arbeit hauptsächlich auf die Interpretation der Werke J.S. Bachs, war aber auch erfolgreich in Aufführungen der Oratorien von Händel, Mendelssohn-Bartholdy, Haydn und in Werken der Modernen Musik. Zusammen mit seiner Frau, der Pianistin Renate Kretschmar-Fischer, die ebenfalls Professorin an der Musikhochschule Detmold war, gab er Konzerte als Lied-Sänger, in denen er sich u. a. den Liedern von Franz Schubert, Robert Schumann, Hugo Wolf und Claude Debussy widmete.

### Lehrtätigkeit
Im Jahre 1960 wurde er Dozent für Gesang an der  Musikhochschule Detmold, ab dem Jahre 1961 wirkte er dort als Professor bis zu seiner Emeritierung im Jahre 1990. Zu Helmut Kretschmars Schülern zählen u. a. Cornelia Wulkopf, Uwe Heilmann, Tomoka Nakamura, Maria Venuti, Klesie Kelly-Moog, Yvi Jänicke, Guido Baehr, Axel Mendrok und Birgit Remmert.

### Privates
Helmut Kretschmar war bis zu ihrem Tod 2016 mit der Pianistin Renate Kretschmar-Fischer verheiratet, mit der er zwei Kinder hat; die Tochter Corinna Kretschmar ist eine international tätige Innenarchitektin. Kretschmar lebt in Hiddesen bei Detmold.

## Aufnahmen
Es existieren zahlreiche Einspielungen bei den Schallplatten-Labels Columbia, Decca, DGG, L’Oiseau Lyre, Vox, Philips, Discophiles Français und Edition Schwann, hierunter auch einige Opern-Aufnahmen (z. B. Beethovens Fidelio, Schönbergs Moses und Aron), wenngleich Helmut Kretschmar keine Opernkarriere gemacht hat. An erster Stelle standen jedoch Aufnahmen von Bachs Matthäus-Passion, Weihnachtsoratorium und der Messe in h-moll, Beethovens Missa solemnis, Haydns Jahreszeiten und der Messe As-Dur von Schubert.